# فاليريا زوريا
فاليريا زوريا (بالأوكرانية: Валерія Зоря)‏ مواليد 23 أبريل 1987 في كييف، هي لاعبة كرة يد أوكرانية تلعب كمحور. مثلت منتخب أوكرانيا لكرة اليد للسيدات.

## سجل المنافسة
شاركت في البطولات التالية:
- بطولة أوروبا لكرة اليد للسيدات 2014